# 山口大学教育学部附属幼稚園
山口大学教育学部附属幼稚園（やまぐちだいがくきょういくがくぶふぞくようちえん）は、山口県山口市白石三丁目にある国立幼稚園。山口大学教育学部の附属学校である。
正式名称は国立大学法人山口大学教育学部附属幼稚園。

## 概要
3年保育・2年保育システム。入園に際して、抽選・行動観察・親子面談を課している。また、ほとんどの園児は附属山口小学校にそのまま進級する。

## 沿革
- 1966年（昭和41年）4月 - 山口大学教育学部附属山口小学校の校舎一部を改築し、山口大学教育学部附属幼稚園として開園。
- 2004年（平成16年）4月 - 国立大学法人法の規定により国立大学法人となる。